# Oberheimbach
Oberheimbach település Németországban, Rajna-vidék-Pfalz tartományban. Lakosainak száma 541 fő (2023. december 31.).

## Népesség
A település népességének változása:
| Lakosok száma | 663  | 537  | 546  | 529  | 542  | 541  |
|               | 1975 | 2017 | 2019 | 2021 | 2022 | 2023 |